# Route nationale 21A (Vietnam)
La route nationale 21A (vietnamien : Quốc lộ 21A, sigle QL.21A), anciennement connue sous le nom de route 21 est une route nationale au Viêt Nam.

## Parcours
Longue de 195 km, la route nationale 21A relie la capitale Hanoï aux provinces de Hà Nam et Nam Định.
La nationale 21A traverse les localités suivantes : Sơn Tây - Thạch Hòa (Thạch Thất) - Quốc Oai - Lương Sơn - Xuân Mai (Chương Mỹ) - Ba Hàng Đồi (Lạc Thủy) - Route Hô Chi Minh - Chi Nê (Lạc Thủy) - Kim Bảng - Phủ Lý - Thanh Liêm - Bình Mỹ (Bình Lục) - Mỹ Lộc (Mỹ Lộc) - Nam Định -Nam Trực - Cổ Lễ (Trực Ninh) - Xuân Trường - Yên Định (Hải Hậu) - Cồn (Hải Hậu) - Thịnh Long (Hải Hậu).